# Golfe de Guinée
Le golfe de Guinée est une mer bordière de l'océan Atlantique qui occupe l'angle occidental du continent africain. Il est situé à l'ouest de la partie centrale de l'Afrique et lui donne, un peu au nord de l'équateur, une longue façade est-ouest balayée par les alizés, la côte de Guinée. Selon une variante plus élargie de la délimitation du golfe retenue par l'Organisation hydrographique internationale,  le méridien de Greenwich (longitude 0°) et l'équateur (latitude 0°) se croisent dans ses eaux à 570 km au large des côtes du Ghana par la voie la plus courte, à 622 km le long du méridien origine.

## Définitions
Les définitions du golfe de Guinée varient selon les auteurs, les ouvrages, et même parfois les pages d'un même atlas ou les cartes d'une même publication. De cette façon, le golfe varie de 475 000 km2 à 2 350 000 km2. Quatre acceptions sont données ci-dessous. Il est éventuellement signalé en notes les atlas ou organismes qui ont adopté la définition.

### Le golfe intérieur ou petit golfe de Guinée

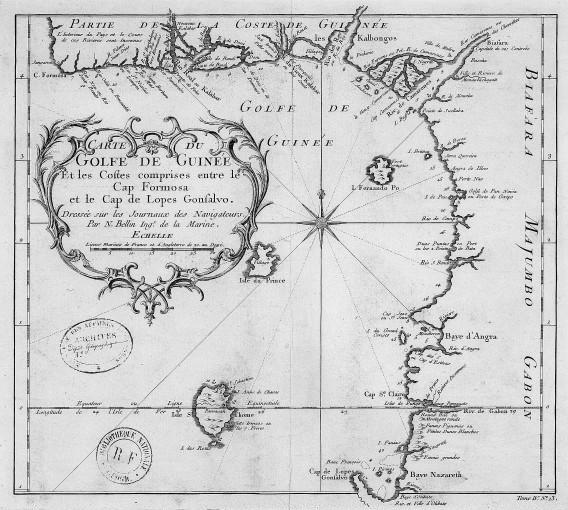
Le golfe intérieur de Guinée, cette carte française du XVIII le situe entre le cap Formosa (des Trois-Pointes) au nord-ouest et le cap Lopez au sud-est.

Cette définition correspond à la zone portant la lettre A sur la carte.
La plus ancienne des définitions du golfe - mais aussi encore actuellement une des plus courantes - est minimaliste : elle limite le golfe au nord par le cap des Trois-Pointes, sur la côte ghanéenne, et au sud par le cap Lopez Gonsalvo, sur la côte gabonaise. C'est la définition retenue par les trois cartes qui figurent sur la présente page : la carte du XVIIIe siècle (ci-contre, à gauche), la carte de situation (ci-dessus à droite) et la photo satellite (ci-dessous). Le golfe de Guinée est divisé en deux parties de part et d'autre des bouches du Niger, le golfe du Bénin au nord et le golfe du Biafra au sud. Ce dernier golfe, appelé golfe de Bonny au Nigeria, est à son tour divisé en deux par la ligne du Cameroun, un rift continental qui se prolonge par un chapelet d'îles orienté du nord-est au sud-ouest, de Bioko jusqu'à l'île d'Annobón, au sud-ouest de Sao Tomé-et-Principe.

### Le golfe défini par l’Organisation hydrographique internationale
Cette définition correspond à la zone AB sur la carte.
L’Organisation hydrographique internationale (OHI) détermine les limites du golfe de Guinée de la façon suivante : 
- une ligne passant au sud-est du cape Palmas ou cap des Palmes (4° 21′ 55″ N, 7° 43′ 43″ O), au Libéria et aboutissant au cap Lopez (0° 37′ 12″ S, 8° 42′ 42″ E), au Gabon.

Cette définition tient mieux compte de données historiques importantes. Elle ajoute en effet aux rives du golfe la partie centrale de la côte de Guinée : la Côte de l'Or (littoral ghanéen) et la Côte d'Ivoire.

### Une variante de la définition de l’Organisation hydrographique internationale
Cette définition correspond à la zone ABC sur la carte. Dans cette version le kilométrage de côtes est identique à la précédente. Le changement porte uniquement sur la surface du  golfe qui est ici augmentée.
Le golfe est limité au nord-ouest par le cap des Palmes, au Liberia, à l’ouest par la ligne de ce cap à la Ponta Albina (sud de l'Angola), et au sud par le parallèle d’Annobon (1° 25' Sud). Cette variante s’explique et a été rendue nécessaire par l’exiguïté artificielle des eaux du golfe au large du cap des Palmes selon la définition de l’OHI. Les auteurs qui appellent « îles du golfe de Guinée » l'archipel de la ligne du Cameroun Bioko-Annobon adoptent implicitement cette définition.

### Une définition plus proprement africaine: le grand golfe de Guinée
Cette définition correspond à la zone ABCD sur la carte.
En 2001, des États africains fondent une nouvelle organisation internationale qu'ils nomment Commission du Golfe de Guinée et qui comprend, non seulement le Nigéria et le Cameroun mais encore le Gabon, le Congo-Brazzaville, le Congo-Kinshasa et l'Angola. Une partie importante de l'ancienne Basse-Guinée se trouverait intégrée dans les rives du golfe de Guinée. Le golfe serait la partie de l'océan Atlantique située à l'est d'une ligne qui court du cap des Palmes (au nord), au Liberia, à la Ponta Albina (au sud), à 80 km au sud de Namib (l'ancienne Moçamedès) au sud de l'Angola.

## Histoire
Avant le XVe siècle, les États africains de la côte sont peu tourné vers la mer. En effet, l'essentiel de l'activité commerciale les amène à remonter le long du fleuve Niger et les voies commerciales terrestres afin d'alimenter en produits les royaumes du Sahel. Les communautés côtières sont assez maigres et puisent l'essentiel de leur subsistance de l'exploitation des lagunes. Les premiers échanges avec les Portugais transforment cette dynamique, renforcent les États côtiers et font du golfe de Guinée un espace d'activité majeur.
Les Portugais se sont installés en 1447 à Portudal, en 1450 à Cacheu, en 1482 à Elmina, en 1484 à Fernando Poo et à Sao Tomé. Ils remportent en 1478 la bataille de Guinée, une bataille navale livrée contre les Castillans au large d'Elmina. Cette victoire, suivie de deux traités avec l'Espagne, celui d'Alcaçovas en 1479 confirmé par celui de Tordesillas en 1494, leur assure le monopole du commerce le long des côtes atlantiques de l'Afrique.
Au XVIIe siècle, la côte de Guinée, au sud de l'Afrique occidentale et jusqu'au mont Cameroun a été appelée la Haute Guinée. La côte qui la prolonge au sud, sur la bordure ouest de l'Afrique australe a été appelée la Basse Guinée.

## Géologie
Le golfe de Guinée est apparu lors de la formation de l'océan Atlantique sud il y a environ 110 millions d'années, due à la séparation entre l'Afrique et l'Amérique du Sud.
La forme du golfe répond presque parfaitement à la pointe nord-est du Brésil (hormis la zone du delta formé par le fleuve Niger). C'est en observant les formes des deux continents, semblant s'emboîter, qu'Alfred Wegener (1880-1930) eut l'idée de la dérive des continents,,.
Le rapprochement de ces deux continents actuels post-Pangée pourrait aussi se faire d'un point de vue au moins mnémotechnique, phonétique voire paronymique, sinon avec une étymologie commune assurée, tant les toponymes Guinée et Guyane semblent proches par exemple, de chacun de ces côtés de l'actuel Océan Atlantique toujours en expansion.[non pertinent]
Le point chaud du Cameroun, faisant partie de la ligne du Cameroun, a donné naissance aux différentes îles du golfe et à plusieurs monts sous-marins.

## Géographie

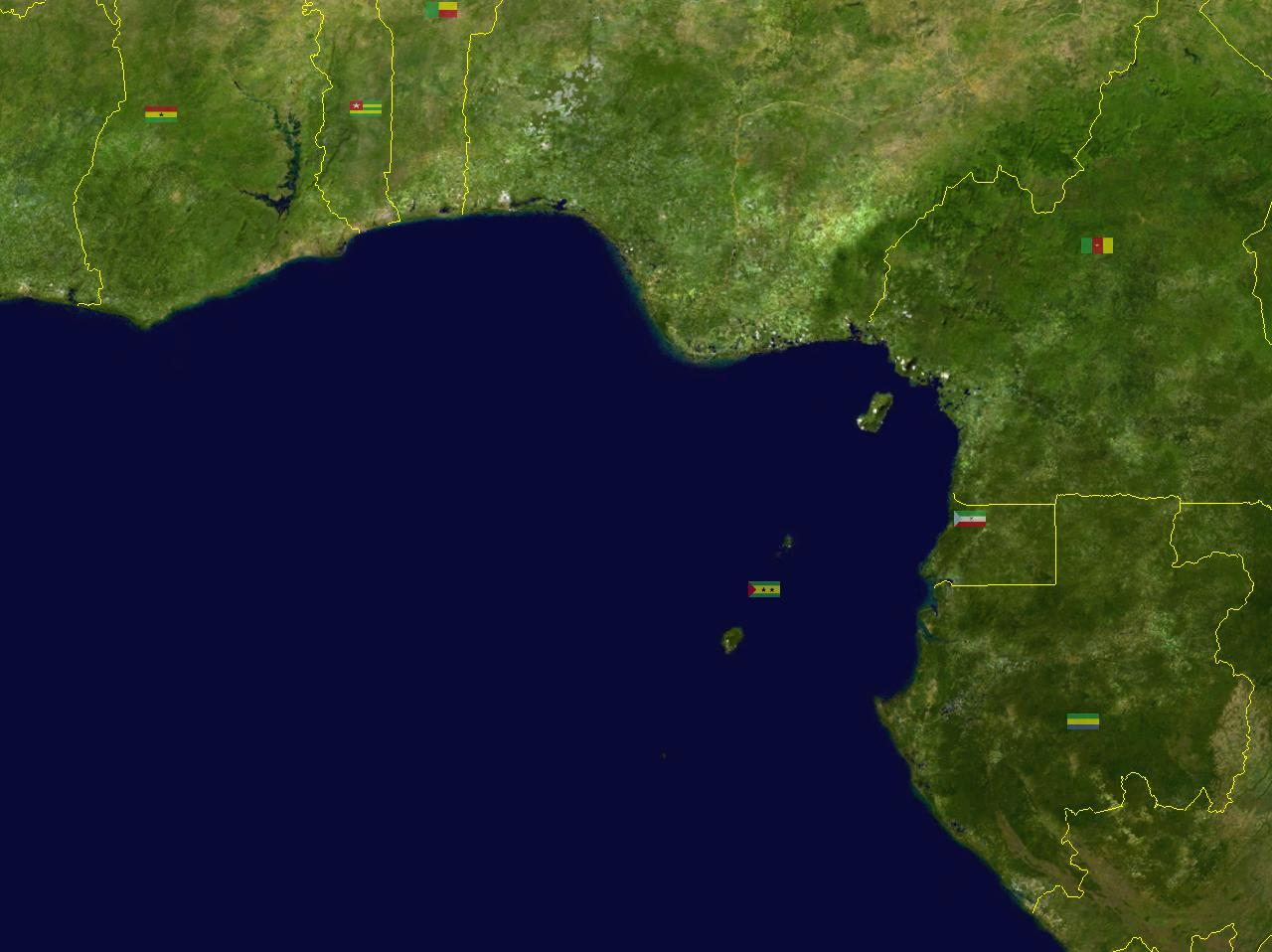
Photographie par satellite du golfe intérieur de Guinée.

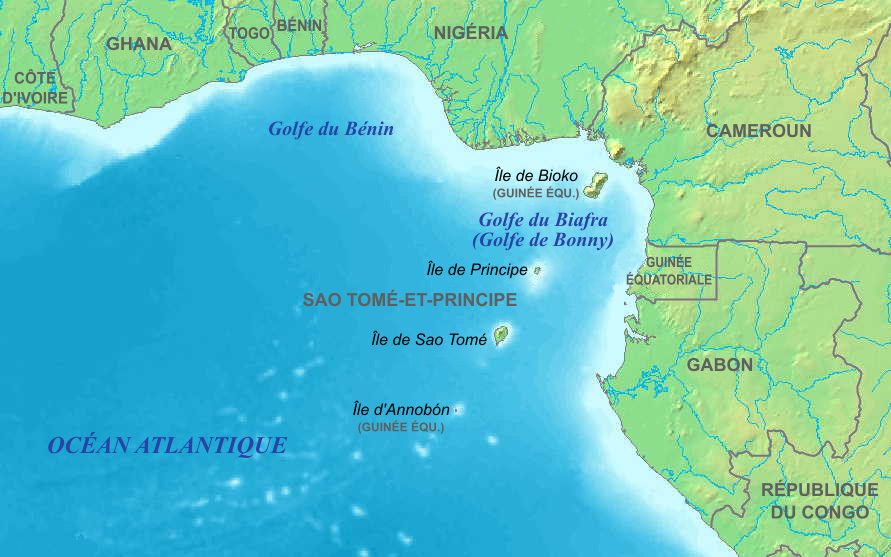
Le golfe intérieur de Guinée.

Les fleuves qui suivent tiennent compte de la définition de l'Organisation hydrographique internationale. Ils se  jettent dans le golfe de Guinée (du nord au sud et d'ouest en est) :
- le Cavally (frontalier du Liberia et de la Côte d'Ivoire)
- le Sassandra (en Côte d'Ivoire)
- le Bandama (en Côte d'Ivoire)
- la Comoé (en Côte d'Ivoire)
- la Volta (au Ghana)
- le Mono (entre le Togo et le Bénin)
- le Niger (au Nigeria)
- la Sanaga, le Wourri et le Moungo (au Cameroun)

Les fleuves ci-dessous respectent le cadre des limites définies pour le grand golfe de Guinée :
- l'Ogooué (au Gabon)
- le Congo (frontalier du Congo-Kinshasa)
- la Couanza (en Angola)

## Biodiversité
Le golfe de Guinée est une zone importante pour la biodiversité, 
- avec en particulier des écosystèmes liés à la nidification d'oiseaux ;
- et des zones privilégiées pour les tortues marines[9], par exemple à proximité des îles Corisco et Mbanié.

## Géopolitique
Le golfe de Guinée est une région richement pétrolifère, ce qui suscite des tensions entre les pays côtiers. Il est également le cadre d'une importante piraterie.
Le golfe voit sa côte rassembler un grand nombre de métropoles et de villes moyennes qui concentrent 80% de l'activité économique des pays concernés : Abidjan, Accra, Lomé, Cotonou, Lagos, Douala, Libreville et, au sens large, Luanda. Elles sont concernées par un étalement urbain rapide et particulièrement concernées par les risques dus au réchauffement climatique, par stress thermique humide.